# Maison de la Tunisie
La Maison de la Tunisie de la Cité internationale universitaire de Paris est composée de deux résidences universitaires, l'une construite en 1950 et détaillée ci-dessous, et le pavillon Habib Bourguiba.
La première Maison de Tunisie, due à l’architecte franco-tunisien Jean Sebag, est composée de deux ailes perpendiculaires, dans le style caractéristique des années 1950.

## Architectes
Jean Sebag conçoit et dirige la construction de ce bâtiment avec les agences R+D Architectes Associés et l'Atelier 13 de Tunis. Le revêtement extérieur est en marbre de Thala.
Ses deux ailes, en équerre, entourent une terrasse.